# Breistroff-la-Grande

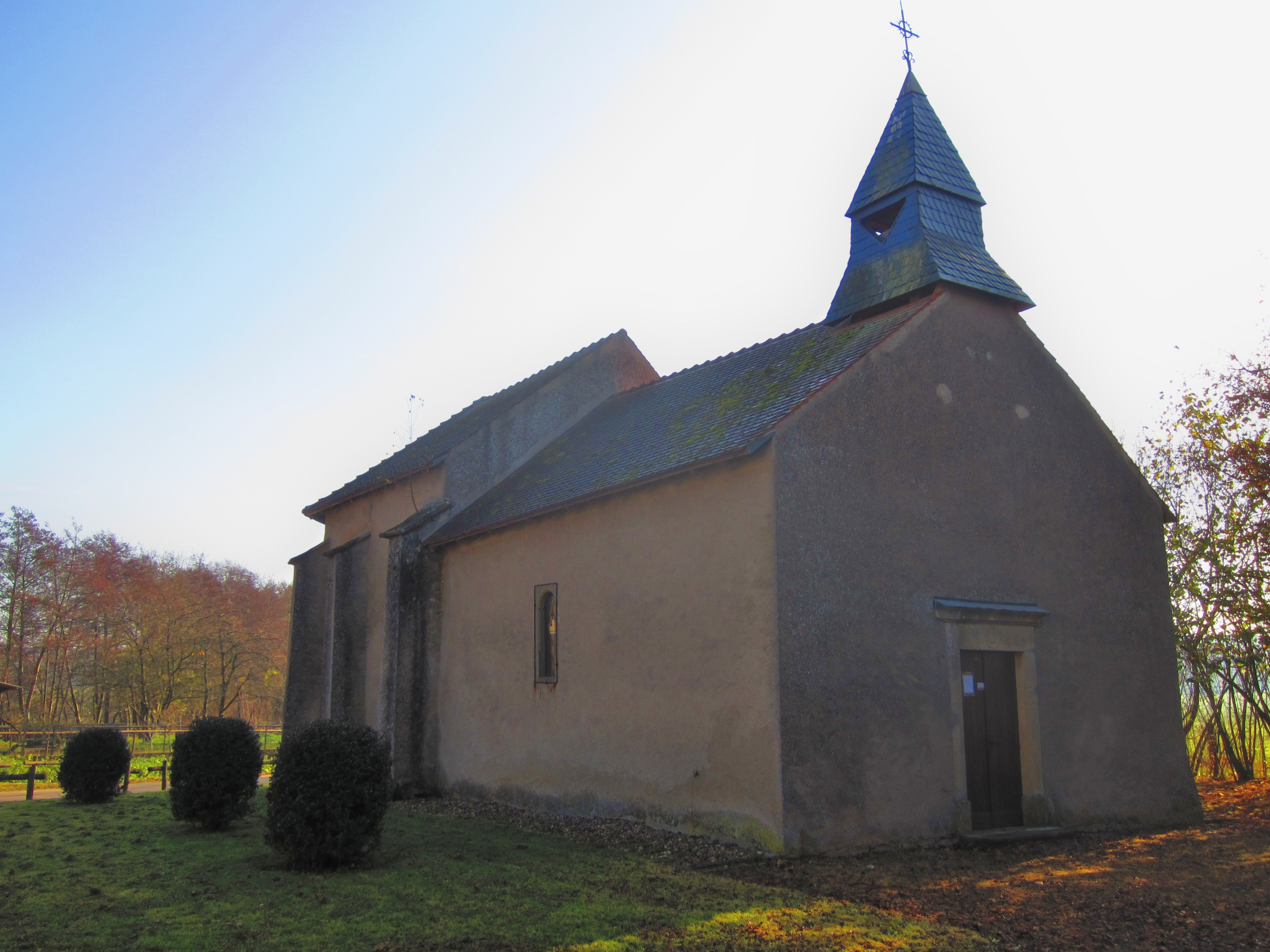
Kapelle St. Barbara in Boler

Breistroff-la-Grande (deutsch Breisdorf, lothringisch Grouss-Breeschtrëf) ist eine Gemeinde mit 853 Einwohnern (Stand 1. Januar 2022) im Département Moselle in der Region Grand Est (bis 2015 Lothringen).

## Geographie
Die Gemeinde liegt in Lothringen fünf Kilometer nördlich von Cattenom (deutsch Kattenhofen) auf einer Anhöhe, zwölf Kilometer nördlich von Thionville (Diedenhofen) und unmittelbar nördlich des Kernkraftwerkes Cattenom. Durch die zur Gemeinde gehörenden Ortsteile Évange und Boler fließt die Boler, ein Nebenfluss der Mosel.

## Geschichte
Durch die westliche Gemarkung verläuft in gerader Richtung eine 3460 m lange Römerstraße bis zur luxemburgischen Grenze.
Das Dorf gehörte früher zum Bistum Metz. Im Jahr  1769 wurde es Frankreich einverleibt. 1810 wurden die beiden Dörfer Boler und Évange (Ewingen) eingemeindet. 
Durch den Frieden von Frankfurt vom 10. Mai 1871 kam das Dorf an Deutschland zurück, wo es dem Bezirk Lothringen im Reichsland Elsaß-Lothringen zugeordnet wurde. Nach dem Ersten Weltkrieg musste die Region aufgrund der Bestimmungen des Versailler Vertrags 1919 an Frankreich abgetreten werden. Im Zweiten Weltkrieg war die Region von der deutschen Wehrmacht besetzt.

## Bevölkerungsentwicklung
| Jahr                       | 1962 | 1968 | 1975 | 1982 | 1990 | 1999 | 2007 | 2019 |
| Einwohner                  | 267  | 277  | 281  | 320  | 338  | 416  | 551  | 761  |
| Quellen: Cassini und INSEE |      |      |      |      |      |      |      |      |

## Sehenswürdigkeiten
- Moulin de Boler (Mühle), wiederaufgebaut 1787
- Kirche St. Katharina, erbaut 1514
- Kapelle St. Barbara im Weiler Boler, erbaut im 15. Jahrhundert
- Kreuzigungsgruppe, im Weiler von Evange, von 1540
- Wegekreuz bei Boler